# Armando Alarcón
Armando Gregorio Alarcón Rivera (* 19. August 1955 in Taltal) ist ein ehemaliger chilenischer Fußballspieler. Der Mittelfeldspieler absolvierte zwei Länderspiele für Chiles Nationalmannschaft und wurde auf Vereinsebene mit Cobreloa viermal chilenischer Meister.

## Karriere

### Verein
Armando Alarcón, auch Negro genannt, arbeitete vor seiner Zeit als Profifußballspieler in der Mine von Chuquicamata. Anfang 1977 schloss er einen Vertrag mit dem neu gegründeten CD Cobreloa und debütierte am 6. Februar in der Copa Chile. Beim 2:0-Erfolg gegen Deportes Antofagasta erzielte der Mittelfeldspieler in der 22. Spielminute die 1:0-Führung und das erste Pflichtspieltor in der Geschichte des jungen Vereins.
Cobreloa blieb sein einziger Klub bis zu seinem Karriereende 1990. Mit den Zorros del Desierto feierte Alarcón die Meisterschaften 1980, 1982, 1985 und 1988. Zudem gelang ihm der Sieg in der Copa Chile 1986. Bei der Copa Libertadores 1981 erreichte Cobreloa das Finale gegen Flamengo Rio de Janeiro und musste sich nach drei Finalspielen gegen die Brasilianer mit einem überragenden Zico geschlagen geben. Bei der Copa Libertadores 1982 schaffte es Cobreloa erneut ins Finale, musste sich dort dem uruguayischen Vertreter Peñarol Montevideo in der vorletzten Spielminute des Rückspiels geschlagen geben. Alarcón spielte alle fünf Finalspiele des wichtigsten südamerikanischen Wettbewerbs.

### Nationalmannschaft
Armando Alarcón kam im März und Mai 1982 zu zwei Einsätzen für die Nationalmannschaft. Dabei wurde der Mittelfeldspieler bei seinem Debüt im Freundschaftsspiel gegen Peru für Carlos Rivas eingewechselt. Bei seinem zweiten Freundschaftsspiel gegen Rumänien stand er in der Startelf und wurde später gegen Eduardo Bonvallet ausgewechselt.

## Erfolge
Cobreloa
- Primera División: 1980, 1982, 1985, 1988
- Copa Chile: 1986